# Миллер, Сетон Ингерсолл
Сетон Ингерсолл Миллер (англ. Seton Ingersoll Miller; 3 мая 1902 — 29 марта 1974) — голливудский сценарист и продюсер. Работал с такими режиссёрами как Говард Хоукс и Майкл Кёртис.

## Биография
После окончания Йельского университета Миллер начал писать сценарии для немых фильмов в конце 1920-х годов. В 1930-е годы он работал над криминальными фильмами, сотрудничая с Говардом Хоуксом над созданием фильмов «Уголовный кодекс» (1931, за который он был номинирован на премию «Оскар» за лучший адаптированный сценарий) и «Лицо со шрамом» (1932). В соавторстве с Норманом Рейли Рейном, Миллер написал сценарий для фильма «Приключения Робин Гуда». В 1942 году Сетон и Сидни Бакмен получили премию «Оскар» за лучший адаптированный сценарий к фильму «А вот и мистер Джордан». Он регулярно работал в Голливуде в 1959, когда он помог написать сценарий к триллеру «Последняя миля». В возрасте семидесяти лет, он ненадолго вернулся, написав сценарии для фильма ужасов «Нож для женщин» (1974) и диснеевского мультфильма «Дракон Пита» (1977).

## Избранная фильмография
- 1931 — Уголовный кодекс / Criminal Code
- 1932 — Лицо со шрамом / Scarface
- 1935 — Фриско Кид / Frisco Kid
- 1942 — Моя девушка Сэл / My Gal Sal
- 1946 — Невеста в сапогах / The Bride Wore Boots
- 1950 — Человек, который обманул себя / The Man Who Cheated Himself
- 1954 — Шанхайская история / The Shanghai Story
- 1977 — Дракон Пита / Pete’s Dragon